# Falkland
Falkland är en ort i Storbritannien.   Den ligger i kommunen Fife och riksdelen Skottland, i den norra delen av landet, 600 km norr om huvudstaden London. Falkland ligger 64 meter över havet och antalet invånare är 1 168.
Terrängen runt Falkland är kuperad västerut, men österut är den platt. Runt Falkland är det tätbefolkat, med 476 invånare per kvadratkilometer. Närmaste större samhälle är Glenrothes, 7,3 km söder om Falkland. Trakten runt Falkland består till största delen av jordbruksmark.